# Ondřej Pála
Ondřej Pála (* 20. září 1984, Praha) je český boxer v nejtěžší váhové kategorii nad 91 kg. V dosavadní profesionální kariéře absolvoval 38 zápasů, z nich 33 vyhrál – v 23 duelech soupeře knokautoval.

## Kariéra
S boxem začínal v sedmnácti letech v oddíle amatérského boxu Palaestra pod vedením trenérů Jana Baloga a Antonína Hauera. Od začátku boxu věnoval velké úsilí a již po roce trénování se stal juniorským mistrem republiky v těžké váze. V Médea Boxing Teamu pod dohledem trenéra Jurije Krivoručka vyrostl v profesionálního boxera světové špičky. V červenci 2008 porazil bývalého šampiona organizace WBO Henryho Akinwandeho, v prosinci téhož roku získal pás Interkontinentálního šampiona WBA (PABA). Díky tomu se mu otevřela cesta k boji o titul WBA, který v současnosti drží Vladimir Kličko.
Kromě boxu zkoušel i judo, thai box a jiu-jitsu.
V současní době pracuje jako moderátor TV Barrandov a osobní trenér v boxerském centru Médea Fitness.

## Ocenění
- Czech International Title
- pás Interkontinentálního šampiona WBA (PABA Heavyweight Interim Title)